# Elecciones parlamentarias de Kirguistán de 2021
Las elecciones parlamentarias de Kirguistán se realizaron de manera anticipada el 28 de noviembre de 2021 con el fin de renovar los 90 escaños del reformado Consejo Supremo de Kirguistán. 
Las elecciones siguen a las protestas de 2020 que llevaron a la anulación de las elecciones de ese mismo año y a la llegada al poder del opositor Sadyr Japarov, quién fue elegido presidente en las elecciones de enero de 2021.
Organizadas de manera anticipada, inicialmente para el 20 de diciembre de 2020 antes de ser aplazadas varias veces, estas elecciones legislativas son las primeras desde el cambio de constitución aprobado por referéndum a iniciativa del presidente Japarov y que ve al país pasar de un sistema parlamentario a un sistema presidencial.
Además la mencionada reforma transformó el poder legislativo de un sistema unicameral a uno bicameral, en dónde el Consejo Supremo será la cámara baja, también se redujo la cantidad de escaños de 120 a 90 miembros y se cambió su sistema electoral antes completamente proporcional a uno paralelo con tendencia mayoritaria.

## Sistema electoral

Edificio del parlamento en Biskek.

El Consejo Supremo (Zhogorku Kengesh) es un parlamento unicameral formado por 90 escaños ocupados durante cinco años por un sistema de votación paralelo. De este total, 36 escaños se ocupan por escrutinio mayoritario uninominal, en ese mismo número de distritos electorales. Los votantes votan por el candidato de su circunscripción y el candidato que obtiene la mayoría es declara electo.
Los 54 escaños restantes se llenan representación proporcional con listas de partidos y un umbral electoral del 5% en un solo distrito nacional que abarca todo el país, más un umbral del 0,5% en cada una de las siete provincias del país, así como en las dos ciudades de estatus especial del país, Biskek y Osh. Los votantes tienen la oportunidad de hacer un voto preferencial por un candidato de su elección en su lista con el fin de aumentar su lugar en ella. Después de contar los votos, los escaños se distribuyen entre todos los partidos que han cruzado el umbral electoral, pero con un límite máximo por partido fijado en la mitad de los escaños a cubrir por representación proporcional, es decir, 27 escaños. Una cuota del 30% de los escaños se asigna en primer lugar a las mujeres, seguida del 70% restante a los hombres. En ambos casos, los escaños se asignan en orden descendente de los votos preferenciales obtenidos por los candidatos en su nombre. La distribución de escaños por representación proporcional no se hace de tal manera que compense la discrepancia entre las cuotas de los votos de los votantes y las de los escaños obtenidos por la otra mitad, sino que simplemente se suma a ella, dando a la elección una fuerte tendencia mayoritaria.
Las listas de electores para la representación proporcional tienen más votantes registrados que los votantes por mayoría debido a la inclusión de votantes de la diáspora.

### Cambios recientes
El sistema electoral utilizado en estas elecciones por primera vez, el Consejo Supremo estaba compuesto anteriormente por 120 escaños completamente ocupados por representación proporcional de múltiples miembros en una sola circunscripción nacional. La votación se realizaba a través de listas cerradas, con un umbral electoral de 7% de votos emitidos a nivel nacional. El sistema electoral ya tenía la particularidad de limitar a 65 escaños el total que puede obtener un partido, independientemente de sus resultados en términos de votos. Cada lista tenía que presentar al menos 30% de solicitantes de ambos sexos, 15% menores de 35 años, 15% de solicitantes de minorías étnicas y al menos dos personas con discapacidad.
Una reforma a la ley electoral a finales de 2020, tras el referéndum constitucional de abril, resulta en una reducción de 120 a 90 diputados, y la adopción del sistema electoral paralelo vigente en 2021, con un umbral electoral nacional de 3% y un umbral por provincia de 0,7%. El 26 de abril de 2021 sin embargo, la ley electoral se enmienda nuevamente para dar como resultado los umbrales finalmente utilizados, con un aumento del umbral nacional a 5% y reducción del umbral por provincia a 0,5%.

## Contexto

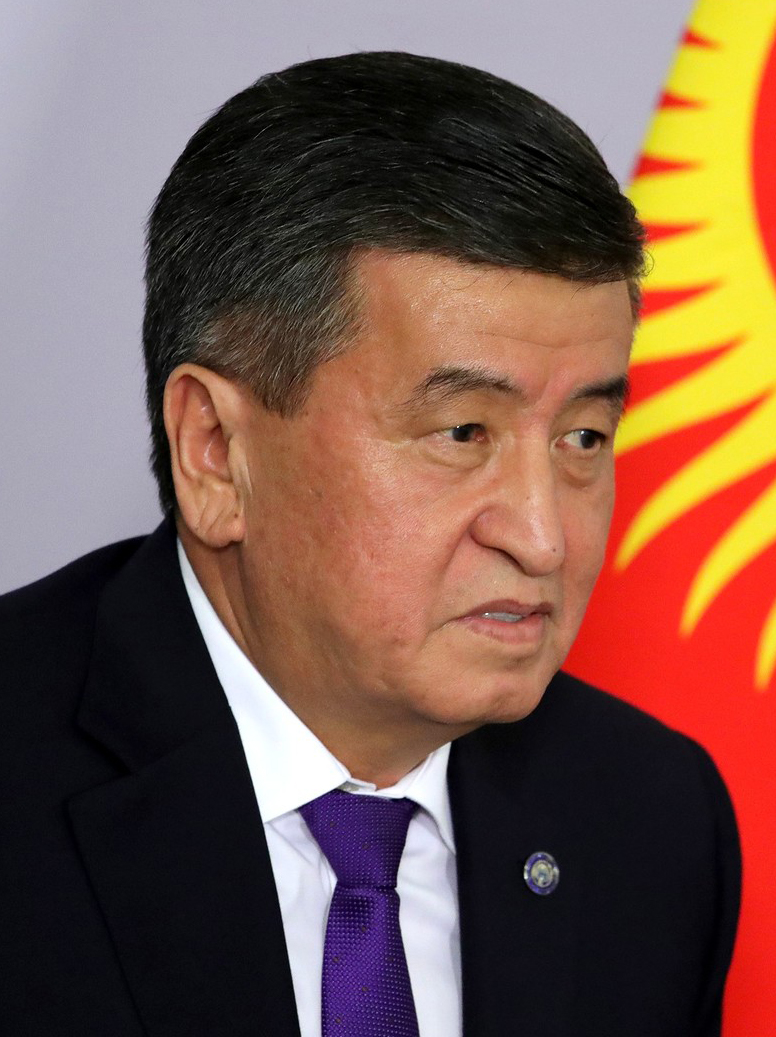
Presidente Sooronbay Jeenbekov.

Los resultados de las elecciones anteriores, empañados por irregularidades, resultaron en la victoria de tres partidos que apoyaban al presidente Sooronbay Jeenbekov, quienes obtuvieron 107 de 120 escaños, en medio de acusaciones de fraude electoral y compra masiva de votos.
Estos resultados desembocan en manifestaciones en las principales ciudades del país durante las cuales los manifestantes tomaron el Palacio del Consejo Supremo, los edificios de la administración presidencial y la sede del gobierno, luego liberaron de prisión al expresidente Almazbek Atambaev, acusado de corrupción por motivos considerados políticos por sus partidarios y por él mismo. El ex primer ministro Sapar Isakov y el exjefe de personal Farid Niyazov también fueron puestos en libertad.
Los manifestantes exigian la dimisión del jefe de Estado y la celebración de nuevas elecciones. El 6 de octubre, alegando que la situación estaba 'bajo control', este último anunció que había pedido a la comisión electoral que examinara las denuncias por irregularidades, o incluso que cancelara la votación, lo que se hizo el mismo día.

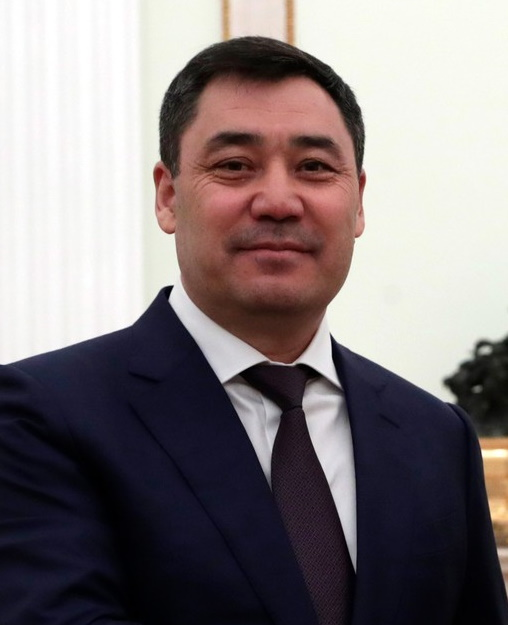
Sadyr Japarov

La oposición, mientras tanto, reclamaba la toma del poder y nombra a Sadyr Japarov, también liberado de prisión, para el cargo de primer ministro, así como a Kursan Asanov para el de Ministro del Interior. La oposición también afirmaba haber tomado el control de las fuerzas de seguridad y la fiscalía. Más tarde ese mismo día, se estableció un Consejo de Coordinación formado por siete partidos de la oposición: Ata-Meken, Respublika, Kirguistán Unido, el Partido Socialdemócrata, Zamandash y Bir Bol. Por la noche, el primer ministro Kubatbek Boronov renunció, y Myktybek Abdyldayev es elegido presidente del Consejo Supremo. Sadyr Japarov es entonces formalmente elegido Primer Ministro en funciones por el Parlamento. Sin embargo, su nombramiento es cuestionado por el Consejo de Coordinación. Japarov anuncia que llamara a elecciones legislativas dentro de dos o tres meses.

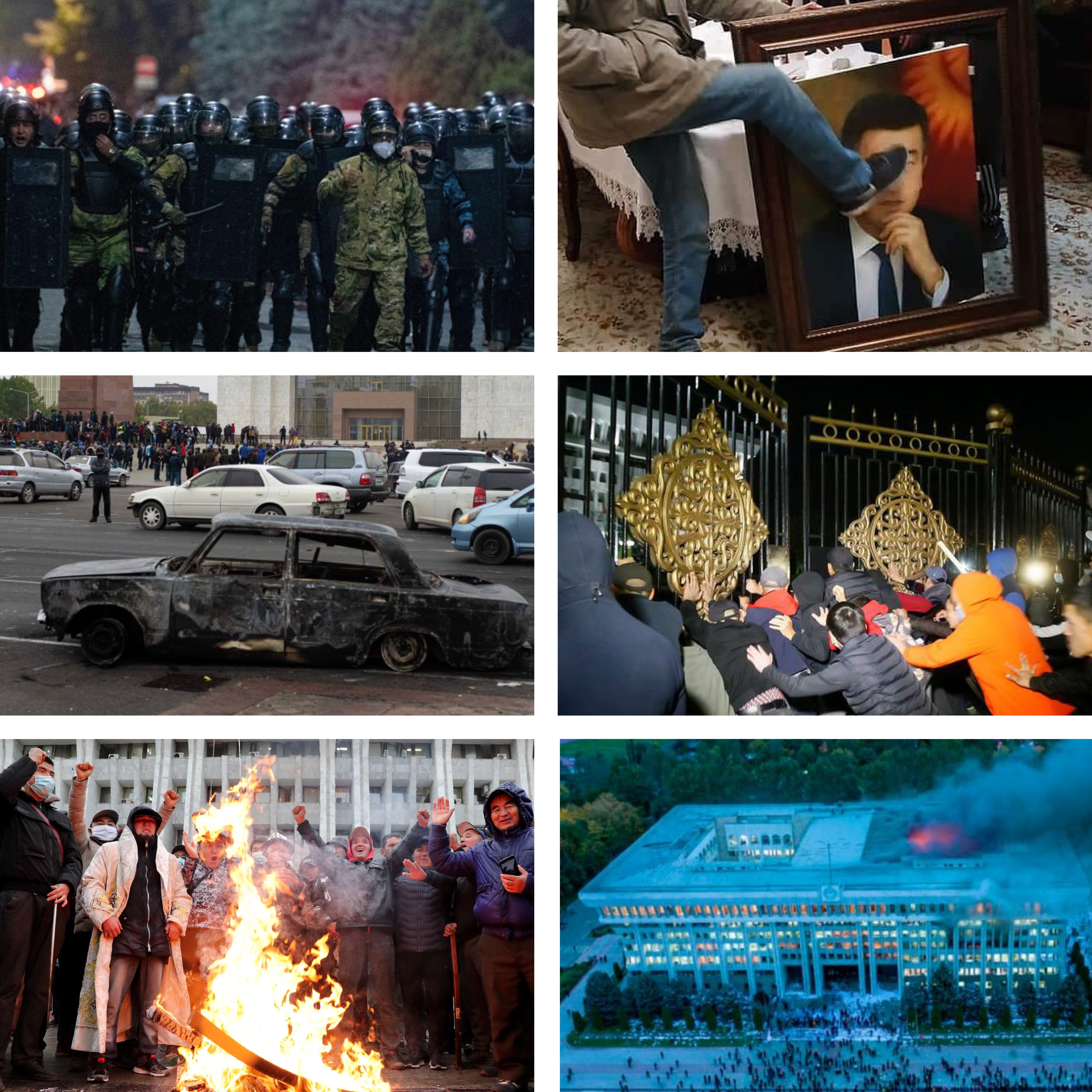
Imágenes de las protestas de 2020.

El 8 de octubre, mientras que el presidente permanecía imposible de encontrar, una parte de los diputados lanza un procedimiento de destitución. Tras haber descartado la dimisión, él acepta el principio a condición de que un nuevo gobierno sea aprobado.
El 9 de octubre, los partidos Respublika, Ata-Meken, Bir Bol y Reforma designan a Ömürbek Babanov, segundo durante la última elección presidencial, como candidato al puesto de Primer ministro y Toktogaziev como primer vice primer ministro. Este acuerdo también cuenta con el apoyo del expresidente Atambaev. Poco después, Toktogaziev resultó herido en enfrentamientos entre sus seguidores y los de Japarov y fue trasladado inconsciente al hospital. El estado de emergencia se declaró inmediatamente.
El 10 de octubre, Sadyr Japarov es confirmado como Primer Ministro por votación del Consejo Supremo. Sin embargo, la elección de Japarov es impugnada por algunos de los diputados. Almazbek Baatyrbekov fue nombrado primer ministro interino por el presidente Jeenbekov. El decreto de nombramiento de Japarov es enviado el 13 de octubre al presidente para su aprobación. Este último lo devuelve al Parlamento.
Su designación fue nuevamente aprobada por el Parlamento el 14 de octubre y el presidente firmó su decreto de nombramiento inmediatamente Mientras Japarov pide su dimisión inmediata, el presidente Jeenbekov anuncia su dimisión una vez que se han dado a conocer las noticias legislativas. Finalmente renunció al día siguiente, en la noche del 15 de octubre, argumentando que el presidente del Parlamento rechazó el cargo, Japarov anunció que actuaría como jefe de Estado.

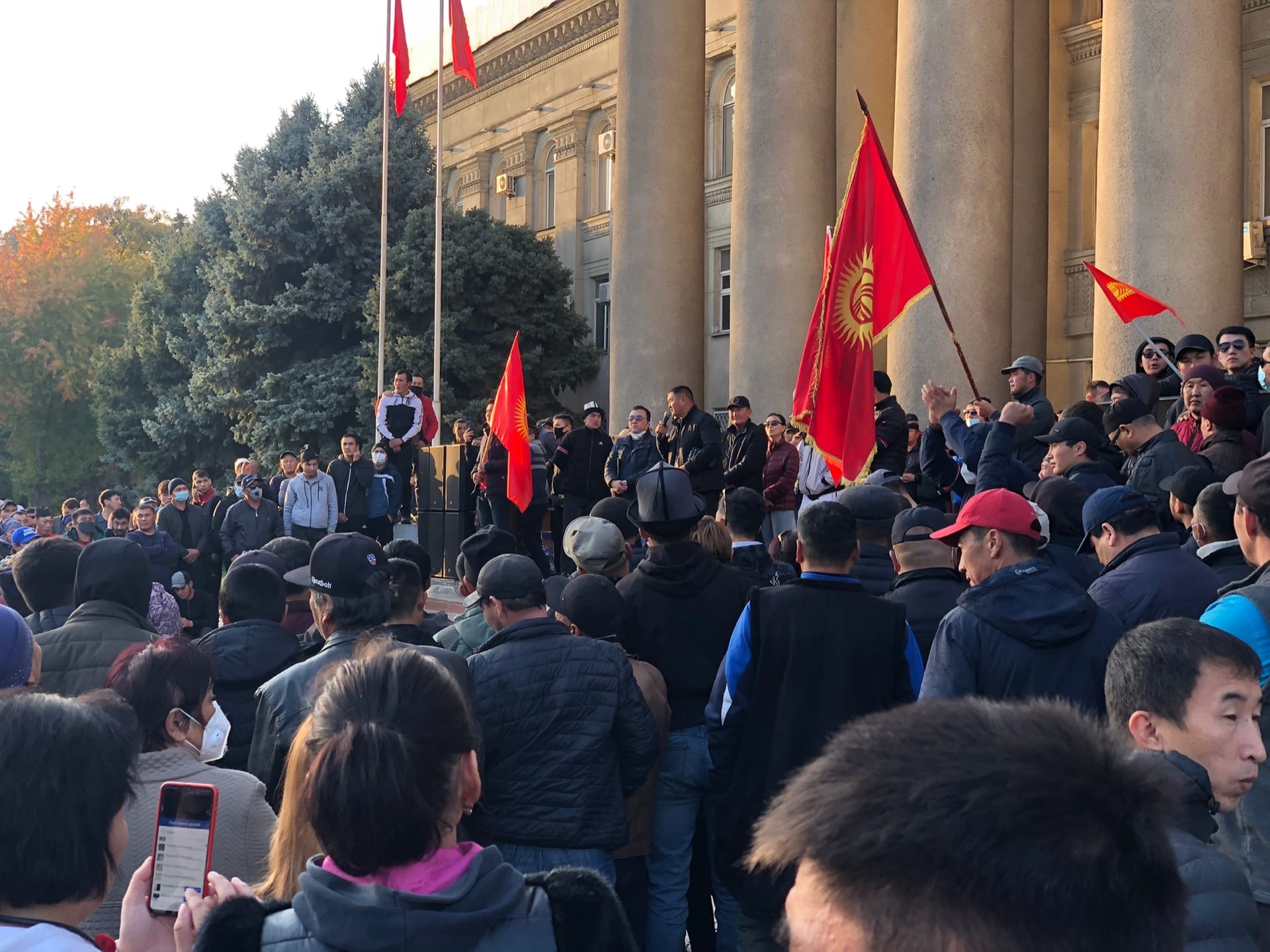
Partidarios de Japarov en el Parlamento.

La votación debe ser convocada antes del 6 de noviembre de 2020 y podría realizarse el 20 de diciembre de 2020 según la comisión electoral. Este último confirma esta fecha el 21 de octubre. El 22 de octubre, el Parlamento pospone la votación y extiende su mandato hasta junio de 2021. La votación debe realizarse después de una reforma constitucional.
El 23 de octubre, el presidente Japarov anunció la celebración de elecciones legislativas y presidenciales antes de marzo de 2021, tras la reforma constitucional. A pesar del aplazamiento de la votación, la comisión electoral continúa los preparativos para la votación. El 24 de octubre, la Corte Suprema suspendió la decisión de la comisión electoral de realizar las elecciones el 20 de diciembre.
En enero de 2021, el presidente de la comisión redactora de la nueva constitución anunció la celebración de elecciones legislativas tras el referéndum constitucional. Se evoca una celebración en mayo, el presidente Japarov anuncia la realización de las elecciones en el otoño de 2021. Se mencionan las fechas entre el 31 de octubre y el 7 de noviembre.
La nueva constitución aprobada por referéndum en abril dio lugar a una transición a un sistema presidencial, en particular, la abolición del cargo de primer ministro. El 27 de agosto siguiente se adoptó un nuevo sistema electoral que combina el voto mayoritario y proporcional, haciendo efectiva la reducción de 120 a 90 en el número de parlamentarios aprobados por referéndum. Japarov firma dos días después el decreto por el que se convocan las elecciones para el 28 de noviembre.

## Campaña
Un total de 25 partidos notifican a la comisión electoral su voluntad de participar en la votación, de los cuales solo 21 finalmente presentaron listas. Sin embargo, sólo nueve de los 385 candidatos de los distritos electorales están afiliados oficialmente a un partido, el resto no.
La campaña ve dos bandos opuestos centrados en apoyar o rechazar al presidente Sadyr Japarov. Sin embargo, los primeros se benefician de una mayor financiación, ya que cuatro de los partidos que más han gastado durante la campaña — Creencia (Ishenim), Patria Kirguistán (AJK), Armonía (Yntymak) son cercanos al presidente.
La oposición está dirigida por los Socialdemócratas de Kirguistán de Kadyrbek Atambaev, hijo del expresidente Almazbek Atambaev, y Ata-Meken de Ömürbek Tekebaev, al que se ha adherido el Partido Reformista de Klara Sooronkulova. Bir Bol, otro partido representado en el parlamento en el momento de su disolución, unió fuerzas con el Partido Social Liberal y Spravedlivy Kyrgyzstan para formar la Alliance. Esta formación está liderada tanto por Mirlan Jeenchoroyev, expresidente de Respoublika, como por Janar Akaïev, periodista de Radio Free Europe/Radio Liberty y exdiputado, pero es Jeenchoroyev quien encabeza la lista del partido en las elecciones. El partido se opone al gobierno saliente al que acusa de manipular las elecciones La oposición también cuenta en sus filas con el partido Azattyk liderado por el exministro de Defensa Ismail Isakov y que incluye en sus filas a antiguos aliados de Japarov como Jyldyzkan Joldoshova y candidatos presidenciales rivales de Japarov como Myktybek Arstanbek y Baktybek Kalmamatov. La lista del partido también incluye a varios expresidentes del Consejo Supremo como Medetkan Sherimkulov, Ichenbaï Kadyrbekov y Akhmatbek Keldibekov . El partido se considera particularmente cercano a Raïymbek Matraimov. Sin embargo, según Bruce Pannier de Radio Free Europe/Radio Liberty, los únicos dos partidos que están en completa oposición a las autoridades y que no tienen ninguna conexión con Japarov son Ata-Meken y Kirguistán Unido.
La mayoría de los principales partidos kirguís en las elecciones anteriores están perdiendo importancia considerablemente, o incluso no presentan listas nacionales ni participan en absoluto en las urnas, como Birimdik, Mekenim Kyrgyzstan o Kirguistán.
. La mayoría de sus candidatos se unen a un nuevo partido o se presentan a sí mismos como independientes, una práctica común en Kirguistán, donde los partidos suelen estar vinculados a la ambición política de un grupo de individuos que forman una coalición y rara vez a una ideolo.g.

## Partidos participantes
| Nombre | Nombre   | Nombre                                                                                | Nombre                                                                                | Nombre                                                                                | N.º | Ideología                                    | Líder                |
| ------ | -------- | ------------------------------------------------------------------------------------- | ------------------------------------------------------------------------------------- | ------------------------------------------------------------------------------------- | --- | -------------------------------------------- | -------------------- |
|        | BK       | Kirguistán Unido Бүтүн Кыргызстан                                                     | Kirguistán Unido Бүтүн Кыргызстан                                                     | Kirguistán Unido Бүтүн Кыргызстан                                                     | 1   | Nacional Conservadurismo Nacionalismo étnico | Adakhan Madumarov    |
|        | AM       | Partido Socialista de la Patria Ата-Мекен Социалисттик Партиясы                       | Partido Socialista de la Patria Ата-Мекен Социалисттик Партиясы                       | Partido Socialista de la Patria Ата-Мекен Социалисттик Партиясы                       | 2   | Socialdemocracia Socialismo democrático      | Omurbek Tekebayev    |
|        | Ishenim  | Creencia Ишеним                                                                       | Creencia Ишеним                                                                       | Creencia Ишеним                                                                       | 3   | Pensamiento comunitario                      | Azamat Doroyev       |
|        | Yntymak  | Armonía Ынтымак                                                                       | Armonía Ынтымак                                                                       | Armonía Ынтымак                                                                       | 4   | Democracia directa                           | Chingiz Makeshov     |
|        | UB       | Unidad de la Nación Улуттар Биримдиги                                                 | Unidad de la Nación Улуттар Биримдиги                                                 | Unidad de la Nación Улуттар Биримдиги                                                 | 5   | Nacionalismo cultural                        | Melisbek Myrzakmatov |
|        | AJK      | Patria Kirguistán Ата-Журт Кыргызстан                                                 | Patria Kirguistán Ата-Журт Кыргызстан                                                 | Patria Kirguistán Ата-Журт Кыргызстан                                                 | 6   | Nacionalismo                                 | Aybek Matkerimov     |
|        | YN       | Luz de Fe Ыйман Нуру                                                                  | Luz de Fe Ыйман Нуру                                                                  | Luz de Fe Ыйман Нуру                                                                  | 7   | Liberalismo Anticorrupción                   | Nurzhigit Kadyrbekov |
|        | Alliance |                                                                                       | AK                                                                                    | Kirguistán Justo Адилеттүү Кыргызстан                                                 | 8   |                                              | Mirlan Jeenchoroyev  |
|        | Alliance | KLDP                                                                                  | Partido Liberal Democrático de Kirguistán Кыргыз либерал демократиялык партиясы       | Liberalismo                                                                           | 8   | Janar Akaev                                  |                      |
|        | Alliance | BB                                                                                    | Unidad Бир Бол                                                                        | Liberalismo Rusofilia                                                                 | 8   | Altynbek Sulaymanov                          |                      |
|        | EÜ       | Esperanza de la Gente Эл Үмүтү                                                        | Esperanza de la Gente Эл Үмүтү                                                        | Esperanza de la Gente Эл Үмүтү                                                        | 9   |                                              | Bolot Ibragimov      |
|        | Azattyk  | Partido Democrático de la Libertad "Азаттык" демократиялык партиясы                   | Partido Democrático de la Libertad "Азаттык" демократиялык партиясы                   | Partido Democrático de la Libertad "Азаттык" демократиялык партиясы                   | 10  |                                              | Ismail Isakov        |
|        | UJ       | Uluu-Jurt Улуу-Журт                                                                   | Uluu-Jurt Улуу-Журт                                                                   | Uluu-Jurt Улуу-Журт                                                                   | 11  |                                              | Mirlan Orozbaev      |
|        | ME       | Partido Popular Democrático "Мекенчил Эл" демократиялык партиясы                      | Partido Popular Democrático "Мекенчил Эл" демократиялык партиясы                      | Partido Popular Democrático "Мекенчил Эл" демократиялык партиясы                      | 12  | Conservadurismo social                       | Bakyt Ibraev         |
|        | PPEK     | Partido Patriótico Unido de Kirguistán Кыргызстандын Бириктирүүчү патриоттук партиясы | Partido Patriótico Unido de Kirguistán Кыргызстандын Бириктирүүчү патриоттук партиясы | Partido Patriótico Unido de Kirguistán Кыргызстандын Бириктирүүчү патриоттук партиясы | 13  |                                              | Bakyt Osmankulov     |
|        | SDK      | Socialdemócratas Социал-демократтар                                                   | Socialdemócratas Социал-демократтар                                                   | Socialdemócratas Социал-демократтар                                                   | 14  | Socialdemocracia Pro-Atambayev               | Kadyrbek Atambayev   |
|        | Aruuzat  | Partido de la Dignidad del Pueblo - Belleza Аруузат – Эл куту                         | Partido de la Dignidad del Pueblo - Belleza Аруузат – Эл куту                         | Partido de la Dignidad del Pueblo - Belleza Аруузат – Эл куту                         | 15  |                                              | Almakan Bekova       |
|        | Ordo     | El Centro Ордо                                                                        | El Centro Ордо                                                                        | El Centro Ордо                                                                        | 16  | Populismo                                    | Mirbek Miyarov       |
|        | Bagyt    | Partido Liberal Democrático 'Dirección' "Багыт" либералдык-демократиялык партиясы     | Partido Liberal Democrático 'Dirección' "Багыт" либералдык-демократиялык партиясы     | Partido Liberal Democrático 'Dirección' "Багыт" либералдык-демократиялык партиясы     | 17  | Liberalism Democracia liberal                | Belek Esenaliev      |
|        | KJP      | Partido de los Verdes de Kirguistán Кыргызстан Жашылдар Партиясы                      | Partido de los Verdes de Kirguistán Кыргызстан Жашылдар Партиясы                      | Partido de los Verdes de Kirguistán Кыргызстан Жашылдар Партиясы                      | 18  | Política verde                               | Emil Yusuvaliev      |
|        | Legalise | Partido Político Legalizar Саясий партиясы Легалайз                                   | Partido Político Legalizar Саясий партиясы Легалайз                                   | Partido Político Legalizar Саясий партиясы Легалайз                                   | 19  | Despenalización del cannabis                 | Eldar Madylbekov     |
|        | KR       | Región Fuerte Күчтүү регион                                                           | Región Fuerte Күчтүү регион                                                           | Región Fuerte Күчтүү регион                                                           | 20  | Regionalismo                                 | Alexander Savitsky   |
|        | JK       | Larga Vida a Kirguistán Жашасын Кыргызстан                                            | Larga Vida a Kirguistán Жашасын Кыргызстан                                            | Larga Vida a Kirguistán Жашасын Кыргызстан                                            | 21  |                                              | Toktayim Umetalieva  |

## Encuestas
| Encuestadora       | Fecha                   | Muestra   | AJK   | Yntymak                 | Ishenim | Ata Meken | Light of Faith | Bütün | El Ümütü | SDK  | Otros | Contra todos | Indecisos | Boicot | Ventaja |    |  |    |    |     |     |     |    |
| ------------------ | ----------------------- | --------- | ----- | ----------------------- | ------- | --------- | -------------- | ----- | -------- | ---- | ----- | ------------ | --------- | ------ | ------- | -- |  | -- | -- | --- | --- | --- | -- |
| Encuestadora       | Fecha                   | Muestra   | IRI   | 18 de noviembre de 2021 | 11,000  | 5%        | 1%             |       | 3%       | 3%   | Otros | Contra todos | Indecisos | Boicot | Ventaja | 3% |  | 4% | 2% | 10% | 36% | 14% | 1% |
| Eurasians          | 16 de noviembre de 2021 | 11,000    | 14.0% | 11.0%                   | 9.8%    | 8.2%      | 7.0%           | 6.6%  | 5.2%     | 2.7% | 9.9%  | 6.3%         | 16.0%     | 3.30%  | 3%      |    |  |    |    |     |     |     |    |
| Elecciones de 2020 | 4 de octubre de 2020    | 1,990,753 | 7.0%  | —                       | —       | 4.1%      | 3.4%           | 7.3%  | —        | 2.2% | 74.3% | 1.8%         | —         | —      | 0.6%    |    |  |    |    |     |     |     |    |

## Resultados
| Partido | Partido                                                | Lista Nacional | Lista Nacional | Lista Nacional | Uninominal | Uninominal | Uninominal | Total |
| Partido | Partido                                                | Votos          | %              | Escaños        | Votos      | %          | Escaños    | Total |
| ------- | ------------------------------------------------------ | -------------- | -------------- | -------------- | ---------- | ---------- | ---------- | ----- |
|         | Patria Kirguistán (AJK)                                | 223 892        | 17.30          | 15             | -          | -          | 0          | 15    |
|         | Creencia (Ishenim)                                     | 176 382        | 13.63          | 12             | -          | -          | 0          | 12    |
|         | Armonía (Yntymak)                                      | 142 267        | 10.99          | 9              | 5 852      | 0.48       | 0          | 9     |
|         | Alianza                                                | 107 859        | 8.34           | 7              | -          | -          | 0          | 7     |
|         | Kirguistán Unido (BK)                                  | 91 111         | 7.04           | 6              | 5 009      | 0.41       | 0          | 6     |
|         | Luz de Fe (YN)                                         | 79 557         | 6.15           | 5              | -          | -          | 0          | 5     |
|         |                                                        |                |                |                |            |            |            |       |
|         | Esperanza de la Gente (EÜ)                             | 58 215         | 4.50           | 0              | -          | -          | 0          | 0     |
|         | Partido Democrático de la Libertad (Azattyk)           | 52 666         | 4.07           | 0              | -          | -          | 0          | 0     |
|         | Partido Socialista de la Patria (AMSP)                 | 46 209         | 3.57           | 0              | -          | -          | 0          | 0     |
|         | Socialdemócratas (SDK)                                 | 41 205         | 3.18           | 0              | 7 676      | 0.62       | 1          | 1     |
|         | Unidad de la Nación (UB)                               | 31 692         | 2.45           | 0              | -          | -          | 0          | 0     |
|         | Partido Popular Democrático (ME)                       | 20 631         | 1.59           | 0              | -          | -          | 0          | 0     |
|         | Partido Liberal Democrático 'Dirección' (Bagyt)        | 12 708         | 0.98           | 0              | -          | -          | 0          | 0     |
|         | Partido Patriótico Unido de Kirguistán (PPEK)          | 12 473         | 0.96           | 0              | -          | -          | 0          | 0     |
|         | Uluu-Jurt                                              | 9 452          | 0.73           | 0              | -          | -          | 0          | 0     |
|         | Región Fuerte (KR)                                     | 8 239          | 0.64           | 0              | -          | -          | 0          | 0     |
|         | Partido Político Legalizar (Legalise)                  | 8 079          | 0.62           | 0              | -          | -          | 0          | 0     |
|         | El Centro (Ordo)                                       | 5 980          | 0.46           | 0              | -          | -          | 0          | 0     |
|         | Larga Vida a Kirguistán (JK)                           | 5 931          | 0.46           | 0              | -          | -          | 0          | 0     |
|         | Partido de la Dignidad del Pueblo - Belleza (Aruuzart) | 5 660          | 0.44           | 0              | -          | -          | 0          | 0     |
|         | Partido de los Verdes de Kirguistán (KJP)              | 5 302          | 0.41           | 0              | -          | -          | 0          | 0     |
|         | En contra de todos                                     | 28 207         | 2.18           | 0              | 118 622    | 9.66       | 2          | 2     |
|         | Candidatos Independientes                              |                |                |                | 1 091 238  | 88.83      | 35         | 35    |
|         |                                                        |                |                |                |            |            |            |       |
|         |                                                        | 1 293 947      |                |                | 1 228 397  |            |            |       |